# Cycloramphus
Genre
Synonymes
- Pithecopsis Günther, 1859 "1858"
- Grypiscus Cope, 1867
- Iliodiscus Miranda-Ribeiro, 1920
- Craspedoglossa Müller, 1922
- Niedenia Ahl, 1924

Cycloramphus est un genre d'amphibiens de la famille des Cycloramphidae.

## Répartition
Les 28 espèces de ce genre sont endémiques de la forêt atlantique au Brésil.

## Liste des espèces
Selon Amphibian Species of the World (10 juin 2017) :
- Cycloramphus acangatan Verdade & Rodrigues, 2003
- Cycloramphus asper Werner, 1899
- Cycloramphus bandeirensis Heyer, 1983
- Cycloramphus bolitoglossus (Werner, 1897)
- Cycloramphus boraceiensis Heyer, 1983
- Cycloramphus brasiliensis (Steindachner, 1864)
- Cycloramphus carvalhoi Heyer, 1983
- Cycloramphus catarinensis Heyer, 1983
- Cycloramphus cedrensis Heyer, 1983
- Cycloramphus diringshofeni Bokermann, 1957
- Cycloramphus dubius (Miranda-Ribeiro, 1920)
- Cycloramphus duseni (Andersson, 1914)
- Cycloramphus eleutherodactylus (Miranda-Ribeiro, 1920)
- Cycloramphus faustoi Brasileiro, Haddad, Sawaya, & Sazima, 2007
- Cycloramphus fuliginosus Tschudi, 1838
- Cycloramphus granulosus Lutz, 1929
- Cycloramphus izecksohni Heyer, 1983
- Cycloramphus juimirim Haddad & Sazima, 1989
- Cycloramphus lithomimeticus Silva & Ouvernay, 2012
- Cycloramphus lutzorum Heyer, 1983
- Cycloramphus migueli Heyer, 1988
- Cycloramphus mirandaribeiroi Heyer, 1983
- Cycloramphus ohausi (Wandolleck, 1907)
- Cycloramphus organensis Weber, Verdade, Salles, Fouquet, & Carvalho-e-Silva, 2011
- Cycloramphus rhyakonastes Heyer, 1983
- Cycloramphus semipalmatus (Miranda-Ribeiro, 1920)
- Cycloramphus stejnegeri (Noble, 1924)
- Cycloramphus valae Heyer, 1983

## Publication originale
- Tschudi, 1838 : Classification der Batrachier, mit Berucksichtigung der fossilen Thiere dieser Abtheilung der Reptilien, p. 1-99 (texte intégral).